# Pietro di Borbone-La Marche
Pietro di Borbone-La Marche (1342 – Lione, aprile 1362) è stato conte di La Marche per qualche giorno, nel mese di aprile 1362.

## Origine
Pietro, secondo la Histoire généalogique et chronologique de la maison royale de France era il figlio maschio primogenito del secondo conte di La Marche del casato dei Borbone, Conte di Ponthieu e connestabile di Francia, Giacomo I e della moglie, Giovanna di Chatillon Saint-Paul, figlia di Ugo di Châtillon, Signore di Condé, e di Giovanna di Dargies.
Giacomo I di Borbone-La Marche, sia secondo la Histoire du Bourbonnais et des Bourbons qui l'ont possédé, Volume 1, che secondo la Histoire généalogique et chronologique de la maison royale de France era figlio del Signore e poi primo duca di Borbone, conte di Clermont e conte di La Marche, Luigi I e della moglie, Maria di Avesnes, che, secondo il capitolo n° 78a della Chronologia Johannes de Beke era figlia del Conte di Hainaut e conte d'Olanda e di Zelanda Giovanni e della moglie, Filippa di Lussemburgo (1252-6 aprile 1311).

## Biografia
Nel settembre del 1356, suo padre, GiacomoI, partecipò alla Battaglia di Poitiers, dove venne fatto prigionieri dagli inglesi di Edoardo il Principe Nero.
Liberato, dopo il trattato di Brétigny, del  maggio 1360, suo padre, Giacomo I, investì Pietro Cavaliere.
Pietro si impegnò, assieme a suo padre, nel tentativo di sgominare le bande di mercenari che, resi liberi dopo il trattato di Brétigny, che, durante la guerra dei cent'anni, aveva momentaneamente riappacificato il regno di Francia ed il regno d'Inghilterra, depredavano le campagne francesi.
Al seguito del padre, Giacomo, che aveva il comando delle truppe regie, il 2 aprile 1362, furono sconfitti a Brignais, nei pressi di Lione, dalla compagnia di ventura dei Tard-Venus; suo padre, Giacomo morì a Lione il 6 aprile, in seguito alle ferite riportate durante la battaglia.
Giacomo I fu tumulato nella chiesa dei Francescani di Lione.
Alla morte del padre, Pietro, figlio maschio primogenito, gli succedette come Pietro I conte di La Marche.
Pietro fu conte per pochi giorni, in quanto ferito nella stessa battaglia, sopravvisse al padre solo per qualche giorno.
Pietro, come il padre, fu tumulato nella chiesa dei Francescani di Lione. Il titolo di conte di La Marche passò quindi al fratello, il secondogenito Giovanni.

## Ascendenza
|                                   |                        |                                 | Genitori                           |  |  | Nonni |  |  | Bisnonni            |  |  | Trisnonni           |  |
|                                   |                        |                                 |                                    |  |  |       |  |  | Roberto di Clermont |  |  | Luigi IX di Francia |  |
|                                   |                        |                                 |                                    |  |  |       |  |  | Roberto di Clermont |  |  | Luigi IX di Francia |  |
|                                   |                        | Margherita di Provenza          |                                    |  |  |       |  |  | Roberto di Clermont |  |  |                     |  |
| Luigi I di Borbone                |                        |                                 |                                    |  |  |       |  |  | Roberto di Clermont |  |  |                     |  |
|                                   |                        | Beatrice di Borgogna-Borbone    | Giovanni di Borgogna-Borbone       |  |  |       |  |  |                     |  |  |                     |  |
|                                   |                        | Beatrice di Borgogna-Borbone    | Giovanni di Borgogna-Borbone       |  |  |       |  |  |                     |  |  |                     |  |
|                                   |                        | Beatrice di Borgogna-Borbone    | Agnese di Borbone-Dampierre        |  |  |       |  |  |                     |  |  |                     |  |
| Giacomo I di Borbone-La Marche    |                        | Beatrice di Borgogna-Borbone    |                                    |  |  |       |  |  |                     |  |  |                     |  |
|                                   |                        | Giovanni II d'Avesnes           | Giovanni I d'Avesnes               |  |  |       |  |  |                     |  |  |                     |  |
|                                   |                        | Giovanni II d'Avesnes           | Giovanni I d'Avesnes               |  |  |       |  |  |                     |  |  |                     |  |
|                                   |                        | Giovanni II d'Avesnes           | Adelaide d'Olanda                  |  |  |       |  |  |                     |  |  |                     |  |
| Maria di Avesnes                  |                        | Giovanni II d'Avesnes           |                                    |  |  |       |  |  |                     |  |  |                     |  |
|                                   |                        | Filippa di Lussemburgo          | Enrico V di Lussemburgo            |  |  |       |  |  |                     |  |  |                     |  |
|                                   |                        | Filippa di Lussemburgo          | Enrico V di Lussemburgo            |  |  |       |  |  |                     |  |  |                     |  |
|                                   |                        | Filippa di Lussemburgo          | Margherita di Bar                  |  |  |       |  |  |                     |  |  |                     |  |
| Pietro di Borbone-La Marche       |                        | Filippa di Lussemburgo          |                                    |  |  |       |  |  |                     |  |  |                     |  |
|                                   | Giacomo I di Châtillon | Guido II di Châtillon           |                                    |  |  |       |  |  |                     |  |  |                     |  |
|                                   | Giacomo I di Châtillon | Guido II di Châtillon           |                                    |  |  |       |  |  |                     |  |  |                     |  |
|                                   | Giacomo I di Châtillon | Matilde di Brabante             |                                    |  |  |       |  |  |                     |  |  |                     |  |
| Ugo di Châtillon                  | Giacomo I di Châtillon |                                 |                                    |  |  |       |  |  |                     |  |  |                     |  |
|                                   |                        | Catherine de Carency            | Nicolas de Conde                   |  |  |       |  |  |                     |  |  |                     |  |
|                                   |                        | Catherine de Carency            | Nicolas de Conde                   |  |  |       |  |  |                     |  |  |                     |  |
|                                   |                        | Catherine de Carency            | Catherine de Cayeu dite de Carency |  |  |       |  |  |                     |  |  |                     |  |
| Giovanna di Châtillon             |                        | Catherine de Carency            |                                    |  |  |       |  |  |                     |  |  |                     |  |
|                                   |                        | Renaud de Dargies et de Catheux | Gaubert de Dargies                 |  |  |       |  |  |                     |  |  |                     |  |
|                                   |                        | Renaud de Dargies et de Catheux | Gaubert de Dargies                 |  |  |       |  |  |                     |  |  |                     |  |
|                                   |                        | Renaud de Dargies et de Catheux | Ide de Nesle                       |  |  |       |  |  |                     |  |  |                     |  |
| Giovanna de Dargies et de Catheux |                        | Renaud de Dargies et de Catheux |                                    |  |  |       |  |  |                     |  |  |                     |  |
|                                   |                        | Agnes de Bruyères               | …                                  |  |  |       |  |  |                     |  |  |                     |  |
|                                   |                        | Agnes de Bruyères               | …                                  |  |  |       |  |  |                     |  |  |                     |  |
|                                   |                        | Agnes de Bruyères               | …                                  |  |  |       |  |  |                     |  |  |                     |  |
|                                   |                        | Agnes de Bruyères               |                                    |  |  |       |  |  |                     |  |  |                     |  |

### Fonti primarie
- (LA)  Chronologia Johannes de Bek.

### Letteratura storiografica
- (FR)  "Histoire%20de%20la%20maison%20de%20Chastillon-sur-Marne"&pg=PT148#v=onepage&q&f=false Histoire De La Maison De Chastillon Svr Marne.
- (FR)  Histoire généalogique et chronologique de la maison royale de France.
- (FR)  #ES Histoire du Bourbonnais et des Bourbons qui l'ont possédé, Volume 1.